# گمینا گاوووشوویتسه
گمینا گاوووشوویتسه (به لهستانی:  Gmina Gawłuszowice) یک گمینا در لهستان است که در شهرستان میلتس واقع شده‌است. گمینا گاوووشوویتسه ۳۳٫۷۹ کیلومتر مربع مساحت و ۲٬۸۵۶ نفر جمعیت دارد.